# Школьный портал
«Школьный портал — единая стартовая страница» — главная интернет-страница для всех школьных компьютеров Российской Федерации. Проект Федерального агентства по образованию, стоивший более полумиллиона долларов. Сам портал представлял собой недоделанную несложную оболочку, объединяющую каталог полезных ссылок, почту и блоги от mail.ru, простую новостную ленту, форум (сделанный на известной готовой платформе), поисковую машину (адаптацию уже существующей машины) и справочную систему.
Создание «Школьного портала» группой ИМА, выигравшей открытый конкурс на создание портала, было профинансировано из средств Государственного бюджета РФ в рамках Государственного контракта НП-13 (лот № 2), общая стоимость которого составила 13 950 000 рублей (более полумиллиона долларов на тот момент). Как заявил директор интернет-агентства «Ру-сайт» Олег Брага, «подобный сайт не стоит и $50 тыс.».

## История вокруг Школьного портала
21 декабря 2007 года портал был представлен и открыт минобразования Фурсенко и вызвал серьёзную критику в ряде русскоязычных блогов. Через 3 дня был закрыт для дальнейшей переработки «до второй декады января 2008 г.»
28 января 2008 года портал вновь открылся. Среди внесённых изменений наиболее заметной оказалась система авторизации пользователей.
Для поиска по Интернету авторы портала предлагают использовать сервис edu.gogo.ru, разработанный на базе поисковой системы GoGo.Ru. Несмотря на использование фильтров по определённому словарю запросов и результатам поиска, исключить наличия ссылок на текстовые, фото- и видеоматериалы порнографического содержания в выдаче edu.gogo.ru не удалось. Ограничение по словарю оказалось проницаемо или, напротив, абсурдно для двусмысленных слов и идиом вроде «мокрая киска» или «голая правда». Такой фильтр стал забавой. Доступ к блогам на mail.ru вообще не ограничивал поиска.
В то же время в государственном контракте НП-13, содержащем, в том числе, требования к «Школьному порталу», отсутствует задача разработки матфильтра и критерии измерения качества его работы. Также, согласно тексту открытого письма РОЦИТ в веб-редакцию портала, при обращении в Группу «ИМА» с требованием реализовать более серьёзный уровень безопасности на проекте противники «Школьного портала» получили ответ, что данные задачи не были предусмотрены заказчиком.
8 февраля 2008 года в СМИ появилась информация от анонимного источника в Рособразовании, который утверждал, что перед запуском портала произошёл технологический сбой, в результате которого все исходные коды сайта были внезапно утеряны. Источник утверждал, что именно поэтому разработчикам пришлось вывесить на хостинг нынешнюю пилотную версию портала. Это объяснение признавалось cnews.ru совершенно несерьёзным, так как свидетельствовало или о нечистоплотности, или о полном непрофессионализме причастных лиц.
С 2011 года «Школьный портал» не работает.